# Château de Longroiva
Le château de Longroiva est une fortification militaire médiévale située dans la freguesia de Longroiva, sur le territoire de la municipalité de Mêda (district de Guarda, Portugal),.
Construit au sud de la rivière Coa, en position dominante sur la ville, il constitue un exemple important de l'architecture templière de la région, faisant partie de la région touristique du Douro Sud.
Il est classé Monument national depuis 1943. 

## Historique
On pense que l'occupation primitive de ce site remonte à un ancien castro pré-romain construit entre le IVe siècle av. J.-C. et leIIe siècle av. J.-C.. À l'époque de l'occupation romaine, cette colonie s'appelait Longóbriga lorsqu'elle était fortifiée. Les Wisigoths puis les Musulmans qui l'occupèrent plus tard, auraient fait de même.

### Le château médiéval
Lors de la Reconquête chrétienne de la péninsule Ibérique, cette ville et son château figuraient parmi les domaines légués au monastère de Guimarães, par testament de Flâmula Rodrigues, nièce de Mumadona Dias (960). Les chercheurs associent cette donation à une action de repeuplement entreprise par le père du donateur, Rodrigo Tedoniz, estimant que l'aspect original du château remonte à cette époque.
Après la reconquête définitive des terres de Beira par Ferdinand Ier, l'inventaire des biens du monastère de Guimarães, en 1059, mentionne le château de Longroiva. Ces domaines furent intégrés à ceux du comté de Portugal, et par conséquent à ceux du royaume du Portugal émancipé. Durant cette période, la région connut un important essor de peuplement, attribué à Dom Egas Gosendes de Baião, qui aurait accordé une charte à Longroiva en 1126, puis à Fernão Mendes de Bragança (époux de l'infante Sancha Henriques et, par conséquent, beau-frère de Dom Afonso Henriques), qui aurait fait don de ces domaines de Longroiva à l'Ordre du Temple (1145), étant Maître Hugo Martonio (ou Hugo Martins, en portugais). C'est à cela, sous la conduite du Maître Gualdim Pais, que l'on doit l'aspect actuel du château (1176).
Le roi Denis Ier (1279-1325) accorda une charte à la ville et, en 1304, ordonna des réparations au château. Toujours sous son règne, après l'extinction de l'Ordre du Temple, les domaines de la ville et son château furent intégrés au patrimoine de l'Ordre du Christ (1319).
Sous le règne du roi Manuel Ier (1495-1521), une Visitation en 1505 nous permet d'apprendre quelques détails sur ce monument à l'époque :
- sa place d'armes avait été presque entièrement occupé par le Palais du Commandeur de l'Ordre du Christ ; et
- dans le donjon, au centre de la place d'armes, défendu par un hurdicius (une galerie en bois qui, au sommet des murs, permettait une attaque verticale sur l'ennemi), il y avait une fenêtre à meneaux, de style manuélin, qui a survécu jusqu'à nos jours.

Ce souverain accorda une nouvelle charte à la ville (1510). À cette époque, Frei Garcia de Melo fit réaliser des travaux à l'emplacement de ses quartiers (1517). Les informations se firent rares à partir de ce moment, et on pense que cette ville perdit de son importance au profit du château de Trancoso.

### DuXVIIIesiècleà nos jours

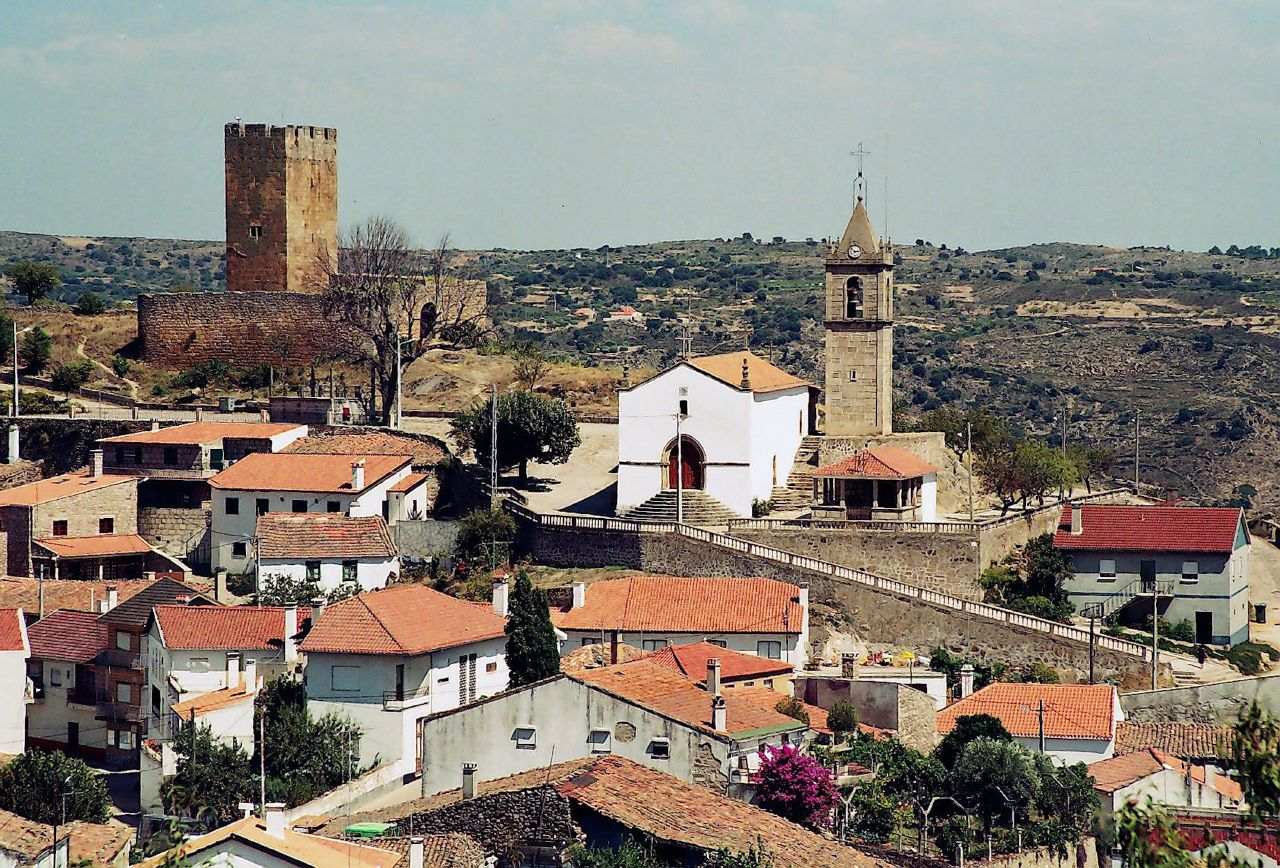
Vue de la paroisse et du château de Longroiva, Portugal.

Au XVIIIe siècle, une description du château indiquait que par rapport au nouveau palais du commandant, ses maisonsétaient déjà sans toit et en ruines, la citerne, qui approvisionnait la garnison, était bloquée, et les portes du château, qui autrefois défendaient l'accès, n'avaient plus de barreaux ni de grilles en bois.
Au XIXe siècle, le château fut transformé en carrière locale, ses murs étant démantelés à cet effet. En 1855, la municipalité de Longroiva fut dissoute. À cette époque, probablement après l'abolition des ordres religieux (1834), sa place d'armes commença à servir de cimetière municipal, une fonction qui perdure encore aujourd'hui.
Le château est classé Monument National par Décret publié le 18 août 1943. L'intervention publique a permis de mettre au jour les anciennes citernes et de réaliser des travaux mineurs de consolidation des ruines. On peut actuellement apercevoir l'entrée de la maison des Templiers menant au château, le reste du bâtiment étant en mauvais état. Le cimetière se trouve toujours sur la place d'armes.

## Caractéristiques
Construit sur le point culminant du site, occupant une superficie de 555 ha, le château présente un plan trapézoïdal avec des traces de styles roman et gothique. Ses murs sont assez délabrés, dépourvus de merlons et de chemin de ronde.
Le donjon est divisé intérieurement en trois étages et est percé d'ouvertures en arc droit, surmontées de merlons et de meurtrières cruciformes. Sur un côté, se distingue une fenêtre à meneaux de style manuélin. Une pierre tombale portant une inscription épigraphique indique la date de 1174, ce qui indique qu'il s'agit de l'une des premières tours construites au Portugal.
Deux citernes ont été ouvertes sur le terrain de parade.

## Galerie

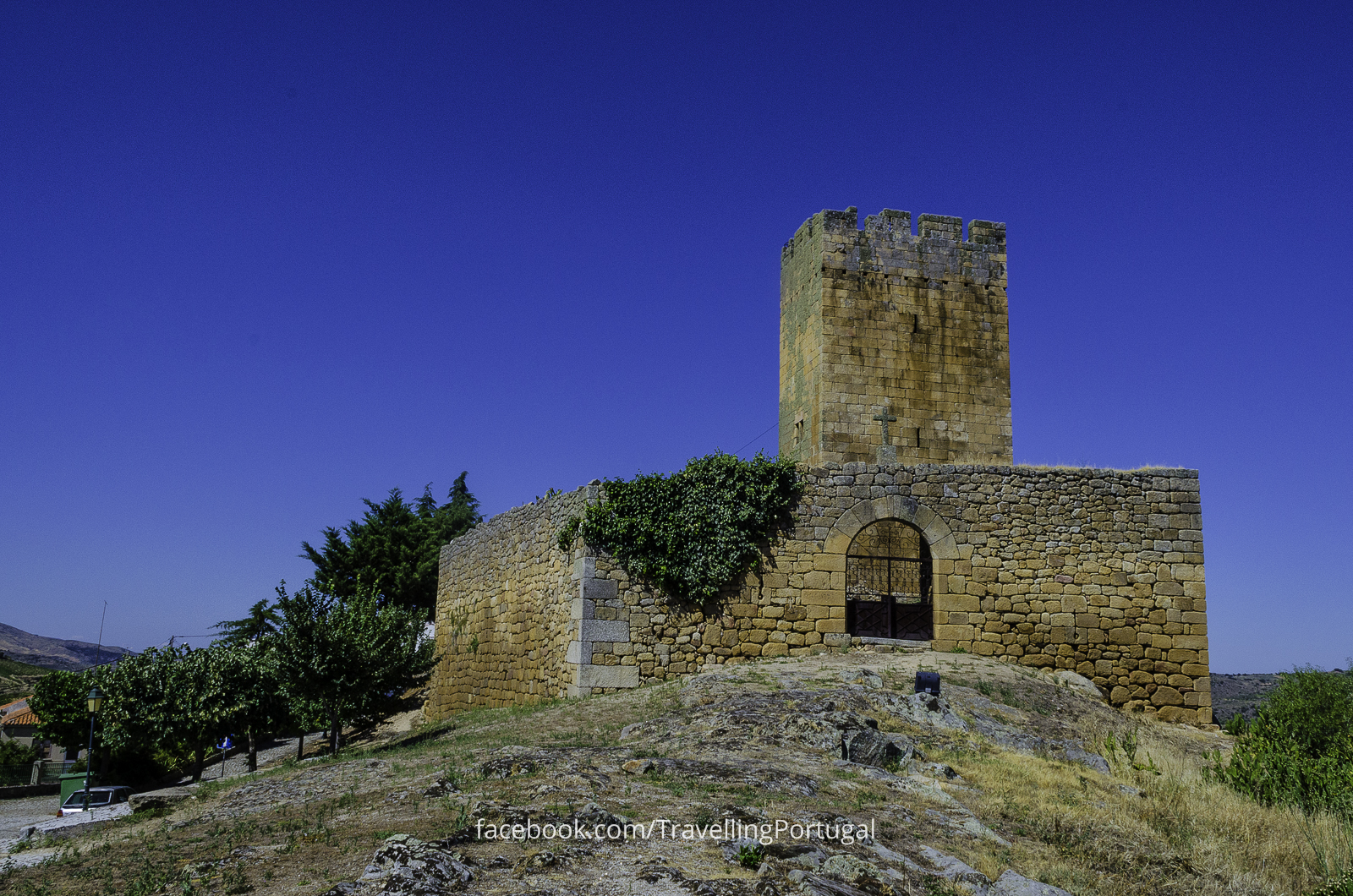
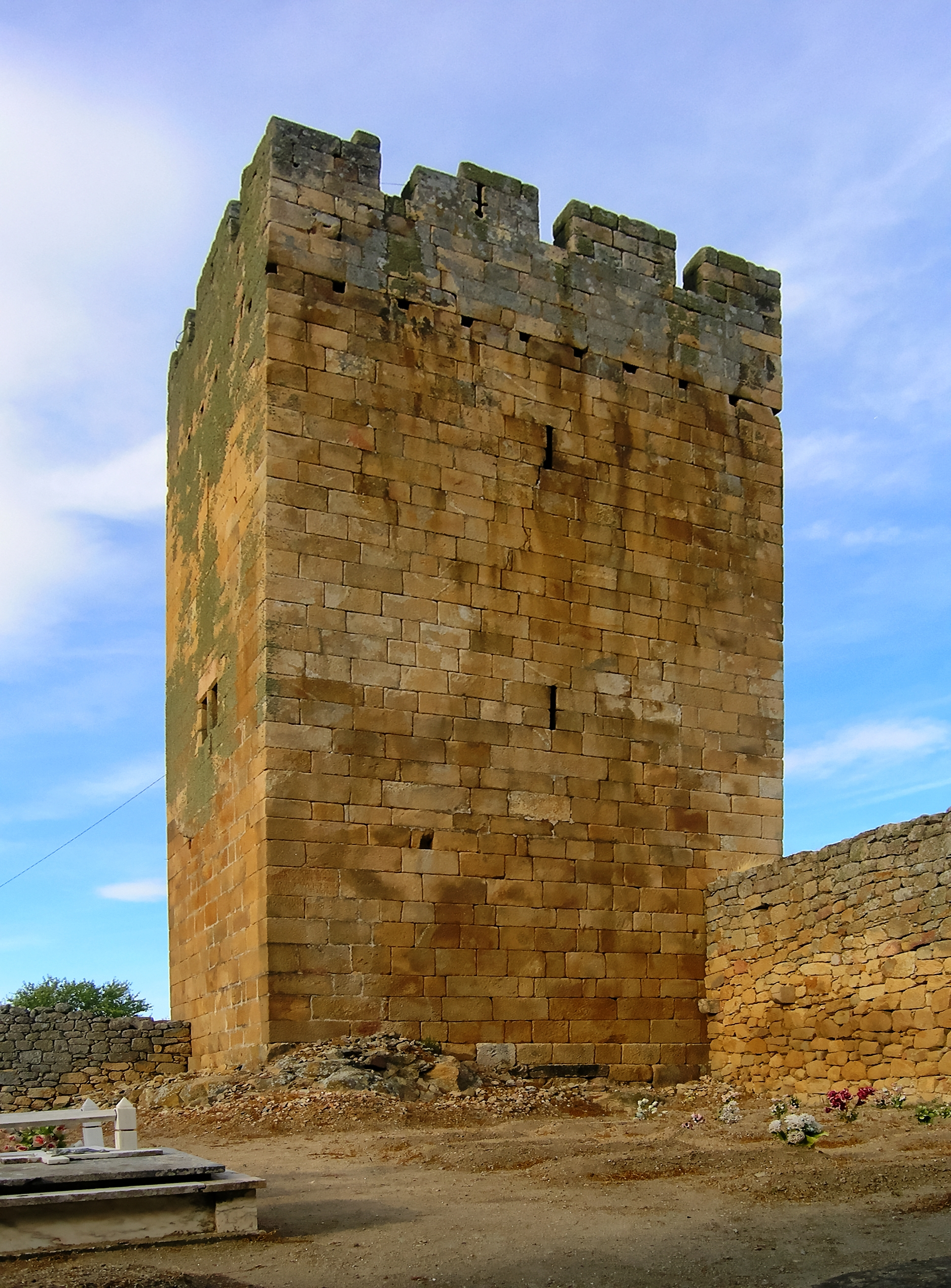
Le donjon.